# Osztrák mozdonyok és motorvonatok listája

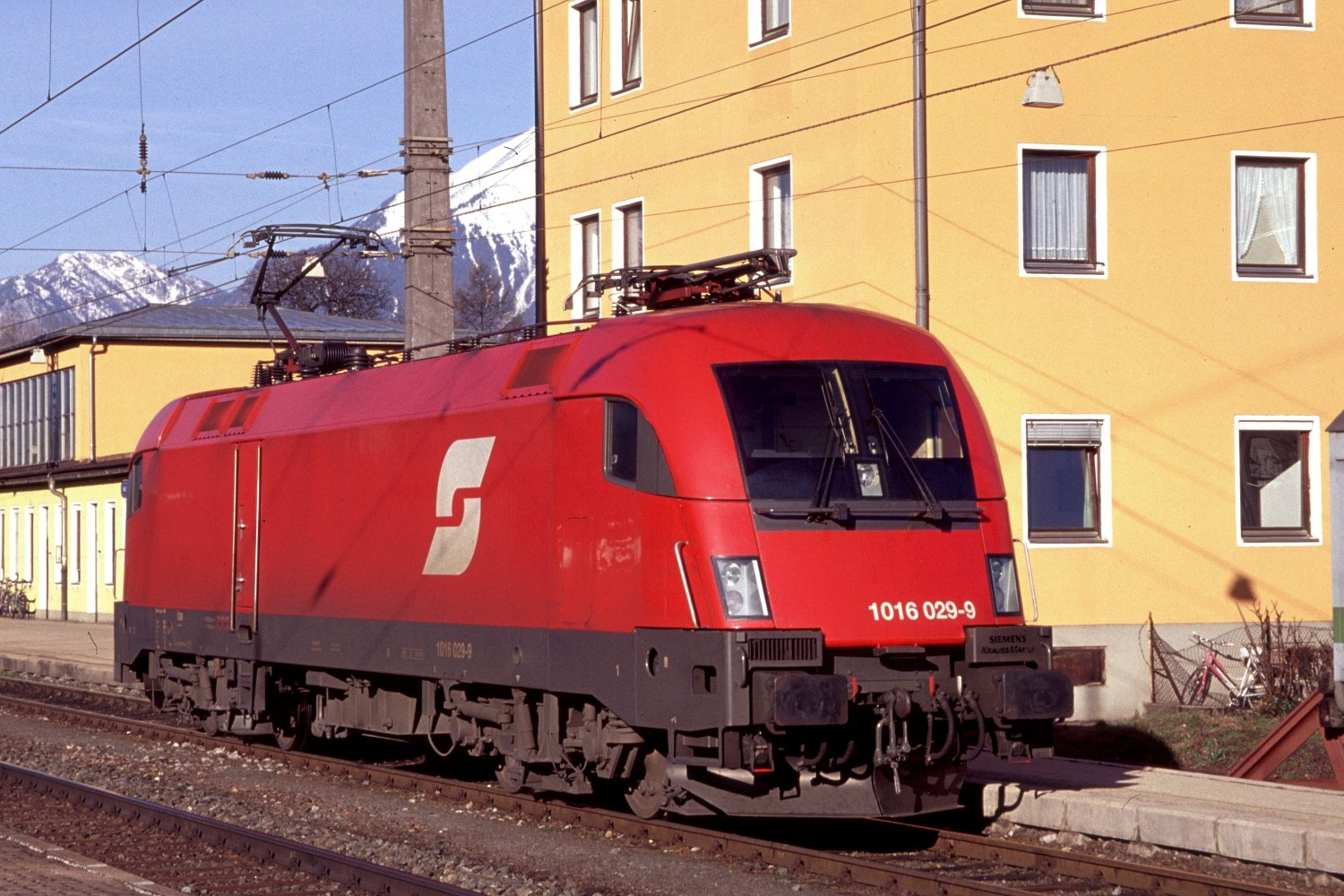
"Taurus" 1016 az ÖBB régi logójával

Ez a lista Ausztria vasúti járműveit tartalmazza.

## Gőzmozdonyok

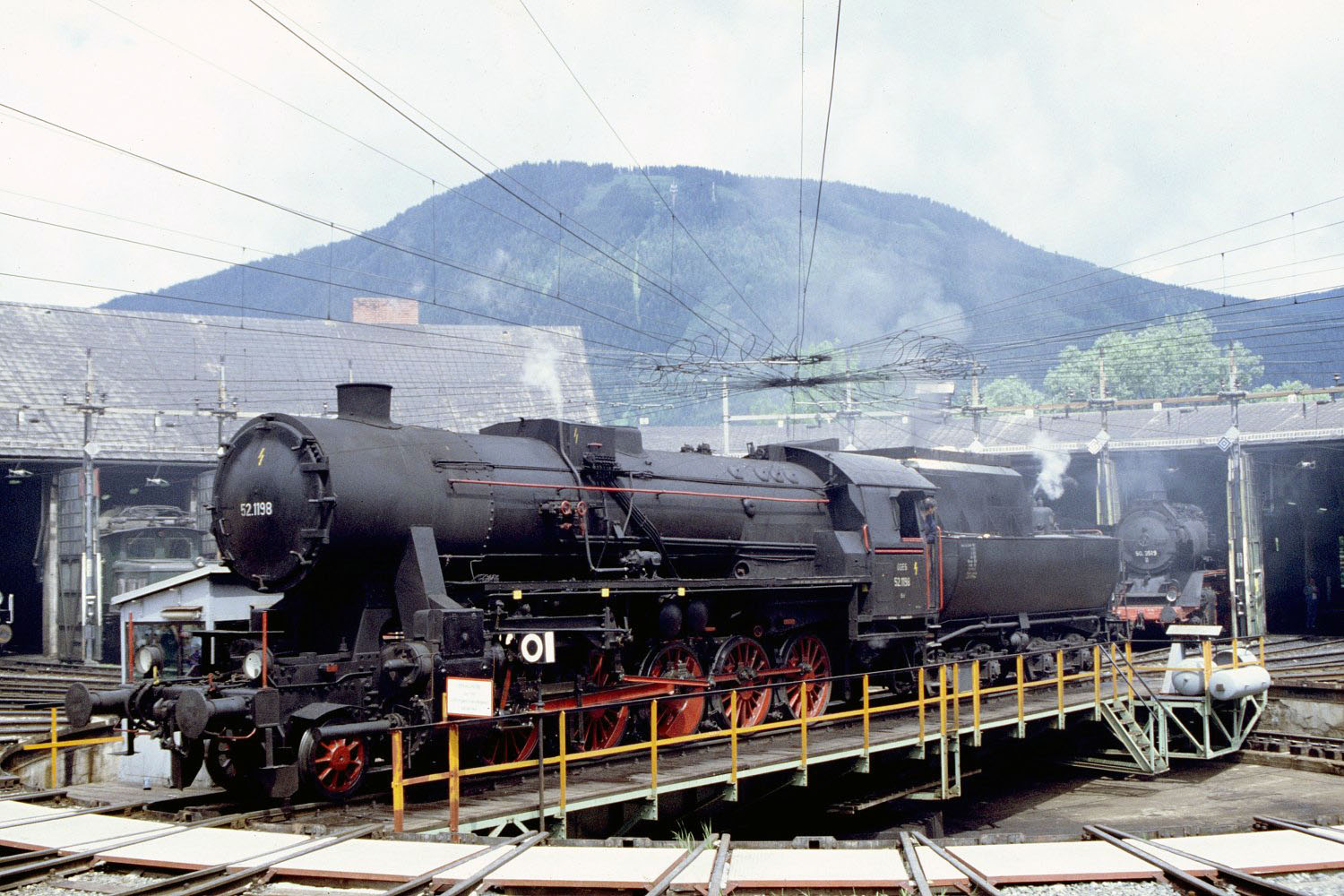
Kriegslokomotive ÖBB 52 Selzthal-ban

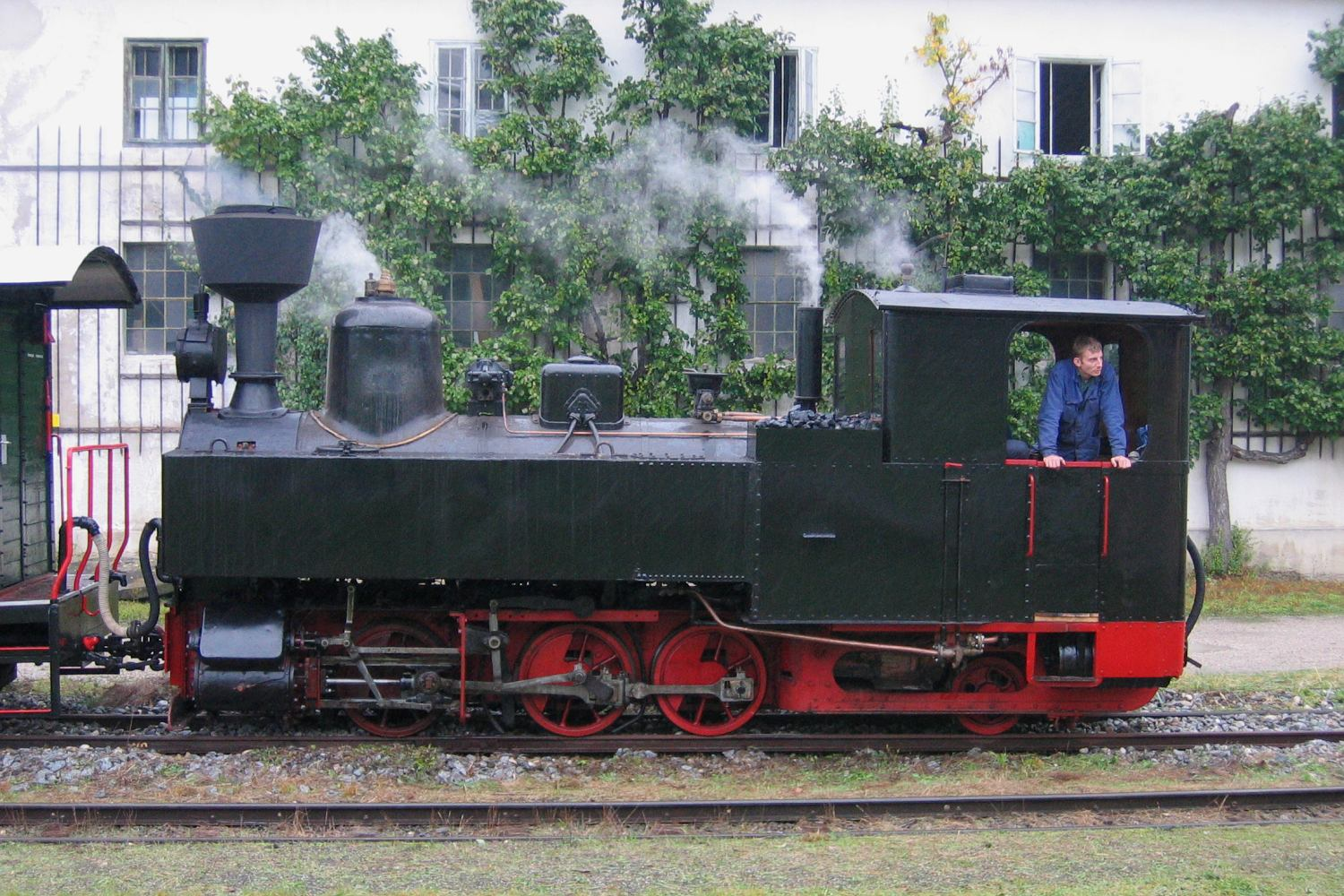
Keskeny nyomtávúomotive 298.52

- ÖBB 12 sorozat (régi neve BBÖ 214, DRB 12.0)
- ÖBB 12.1(régi neve BBÖ 114, DRB 12.1)
- ÖBB 15 sorozat (régi neve kkStB és BBÖ 10, DRB 15.0)
- ÖBB 16 sorozat (régi neve kkStB és BBÖ 310, DRB 16.0)
- ÖBB 617 sorozat (régi neve Preußische S 10.1, DRB 17.10-12)
- ÖBB 919 sorozat (régi neve PKP Pt31, DRB 39.10 später 19.1)
- ÖBB 33 sorozat (régi neve BBÖ 113, DRB 33.1)
- ÖBB 133 sorozat (régi neve SB és BBÖ 570, DRB 33.0)
- ÖBB 35 sorozat (régi neve kkStB és BBÖ 429.900, DRB 35.2)
- ÖBB 135 sorozat (régi neve kkStB és BBÖ 429, DRB 35.3)
- ÖBB 38 sorozat (régi neve SB 109, BBÖ 209, DRB 38.41)
- ÖBB 638 sorozat (régi neve Preußische P 8, DRB 38.10-40)
- ÖBB 39 sorozat (régi neve kkStB 470, Umbau BBÖ 670, DRB 39.3)
- ÖBB 42 sorozat (régi neve DRB és ÖStB 42 [Kriegslokomotive])
- ÖBB 50 sorozat (régi neve DRB 50 és 50 ÜK [Übergangskriegslokomotive])
- ÖBB 52 sorozat (régi neve DRB 52 [Kriegslokomotive])
- ÖBB 152 sorozat (régi neve DRB 52 [Kriegslokomotive] mit Barrenrahmen)
- ÖBB 53 sorozat (régi neve KEB BII, kkStB és BBÖ 47, DRB 53.71)
- ÖBB 153 sorozat (régi neve SB és BBÖ 49, DRB 53.71)
- ÖBB 253 sorozat (régi neve kkStB és BBÖ 56, DRB 53.71)
- ÖBB 353 sorozat (régi neve kkStB és BBÖ 59, DRB 53.72)
- ÖBB 54 sorozat (régi neve kkStB és BBÖ 60, DRB 54.0)
- ÖBB 154 sorozat (régi neve KFNB VIII, kkStB és BBÖ 260, DRB 54.1)
- ÖBB 254 sorozat (régi neve ÖNWB XVIIa, kkStB és BBÖ 360.01–02, DRB 54.2)
- ÖBB 354 sorozat (régi neve ÖNWB XVIIb, kkStB és BBÖ 360.11–26, DRB 54.3)
- ÖBB 454 sorozat (régi neve ÖNWB XVIIc, kkStB és BBÖ 460, DRB 54.4)
- ÖBB 654 sorozat (régi neve Bayerische G 3/4 H, DRB 54.15-17)
- ÖBB 55 sorozat (régi neve kkStB és BBÖ 73, DRB 55.57)
- ÖBB 155 sorozat (régi neve kkStB és BBÖ 174, DRB 55.59)
- ÖBB 655 sorozat (régi neve Preußische G7.1, DRB 55.0-6)
- ÖBB 755 sorozat (régi neve Preußische G8, DRB 56.16-22)
- ÖBB 56 sorozat (régi neve kkStB, SB és BBÖ 170, DRB 56.31-33)
- ÖBB 156 sorozat (régi neve kkStB és BBÖ 270, DRB 56.34-35)
- ÖBB 656 sorozat (régi neve Preußische G8.1, DRB 56.2-8)
- ÖBB 956 és 956.1 (régi neve US Army S160)
- ÖBB 57 sorozat  (régi neve kkStB és BBÖ 80.900, DRB 57.2-3)
- ÖBB 157 sorozat (régi neve kkStB és BBÖ 80 bzw. 80.100, DRB 57.4)
- ÖBB 257 sorozat (régi neve SB és BBÖ 480, DRB 57.6)
- ÖBB 657 sorozat (régi neve KPEV G 10, DRB 57.10-40)
- ÖBB 58 sorozat (régi neve BBÖ 81, DRB 58.7)
- ÖBB 158 sorozat (régi neve BBÖ 181, DRB 58.8)
- ÖBB 258 sorozat (régi neve SB és BBÖ 580, DRB 58.9)
- ÖBB 658 sorozat (régi neve Preußische G 12, DRB 58.10-21)
- ÖBB 659 sorozat (régi neve Württembergische K, DRB 59.0)
- ÖBB 64 sorozat (régi neve DRB 64)
- ÖBB 69 sorozat (régi neve BBÖ 12, DRB 69.0)
- ÖBB 770 sorozat (régi neve Bayerische Pt 2/3, DRB 70.0)
- ÖBB 674 sorozat (régi neve Preußische T 12, DRB 74.4-13)
- ÖBB 75 sorozat (régi neve kkStB, SB és BBÖ 229, EWA , DRB 75.7)
- ÖBB 175 sorozat (régi neve kkStB és BBÖ 29, DRB 75.8)
- ÖBB 77 sorozat (régi neve SB 629 = BBÖ 629.100, kkStB 629 és BBÖ 629., DRB 77.2)
- ÖBB 78 sorozat (régi neve BBÖ 729, DRB 78.6)
- ÖBB 86 sorozat (régi neve DRB 86 és 86 ÜK)
- ÖBB 88 sorozat (régi neve NÖLB 1, DRB 88.0)
- ÖBB 188 sorozat (régi neve EWA IId, DRB 88.72)
- ÖBB 688 sorozat (régi neve Bayerische PtL 2/2, DRB 98.3)
- ÖBB 788 sorozat (régi neve HF)]
- ÖBB 89 sorozat (régi neve kkStB és BBÖ 97, DRB 98.70)
- ÖBB 389 sorozat (régi neve kkStB 197, ČSD 310.1, DRB 98.77)
- ÖBB 689 (régi neve Bremer Hafenbahn [=Preußische T3], DRB 89.7512-7521)
- ÖBB 789 (régi neve Bayerische R 3/3, DRB 89.801-890)
- ÖBB 989, 989.1, 989.2 (régi neve US Army 0-6-0)
- ÖBB 90 sorozat (régi neve kkStB és BBÖ 30, DRB 90.10)
- ÖBB 91 és 91.1  (régi neve kkStB, NÖLB és BBÖ 99 és 199, DRB 98.13)
- ÖBB 191 sorozat (régi neve NÖLB 202, BBÖ 399, DRB 98.14)
- ÖBB 691 sorozat (régi neve KPEV T 9.3, DRB 91.3-18)
- Bayerische D XI (régi neve Bayerische D XI = PtL 3/4, DRB 98.431-556)
- ÖBB 891 sorozat (régi neve Preußische D VIII, DRB 98.6)
- ÖBB 991 sorozat (régi neve LAG, DRB 98.15)
- ÖBB 92 sorozat  (régi neve kkStB és BBÖ 178, BBÖ 178.800 (ex SchBB bzw. EWA IVd), DRB 92.2211-90)
- ÖBB 192 sorozat (régi neve BBÖ 178.900, DRB 92.2201)
- ÖBB 292 sorozat (régi neve kkHB, BBÖ 578, DRB 92.21)
- ÖBB 392 sorozat (régi neve BBÖ 478, DRB 92.25)
- ÖBB 692 sorozat (régi neve LBE, DRB 92.431-437; verkauft an VÖEST)
- ÖBB 792 sorozat (régi neve KPEV T 13, DRB 92.5-9)
- ÖBB 892 sorozat (régi neve Heeresfeldbahn HF 49.01 és 02)
- ÖBB 93 sorozat (régi neve BBÖ 378, DRB 93.13-14)
- ÖBB 93.1500 (régi neve WLB, DRB 93.1468)
- ÖBB 693 sorozat (régi neve Preußische T 14.1, DRB 93.0-4 és KPEV T14.1, DRB 93.5-12)
- ÖBB 694 sorozat (régi neve Preußische T 16.1, DRB 94.5-18)
- ÖBB 794 sorozat (régi neve Sächsische XI HT, DRB 94.20-21)
- ÖBB 95 sorozat (régi neve BBÖ 82, DRB 95.1)
- ÖBB 97 sorozat (régi neve kkStB és BBÖ 69, DRB 97.2; Zahnradlok Erzberg)
- ÖBB 197 sorozat (régi neve kkStB és BBÖ 269, DRB 97.3; Zahnradlok Erzberg)
- ÖBB 297 sorozat (régi neve DRB 97.4; Zahnradlok Erzberg)
- ÖBB 198 sorozat Keskeny nyomtávú ex kkStB, SB és BBÖ T (Treibach), DRB 99.780
- ÖBB 298 Keskeny nyomtávú ex kkStB, NÖLB és BBÖ U (Unzmarkt), DRB 99.781
- ÖBB 298.1 Keskeny nyomtávú ex Steyrtalbahn 1–6, DRB 99.7831–7835
- ÖBB 298.2 Keskeny nyomtávú ex NÖLB, kkStB és BBÖ Uv, DRB 99.801–803
- ÖBB 398 Keskeny nyomtávú ex NÖLB és BBÖ Bh, DRB 99.81
- ÖBB 498 sorozat Keskeny nyomtávú ex BBÖ Uh (Unzmarkt), DRB 99.82
- ÖBB 598 sorozat Keskeny nyomtávú ex kkStB és BBÖ Yv (Ybbstal), DRB 99.90
- ÖBB 698 sorozat Keskeny nyomtávú ex HF
- ÖBB 798 sorozat Keskeny nyomtávú ex HF
- ÖBB 898 sorozat Keskeny nyomtávú ex HF
- ÖBB 998 sorozat Keskeny nyomtávú ex Kreis Bad Kreuznacher Kleinbahn
- ÖBB 199 sorozat Keskeny nyomtávú ex BBÖ P (Parenzo), DRB 99.100
- ÖBB 299 sorozat Keskeny nyomtávú ex NÖLB és BBÖ Mv (Mariazell), DRB 99.110
- ÖBB 399 sorozat Keskeny nyomtávú ex NÖLB és BBÖ Mh (Mariazell), DRB 99.111
- ÖBB 499 sorozat Keskeny nyomtávú ex BBÖ Kh (Kühnsdorf), DRB 99.120
- ÖBB 699 és 699.1 Keskeny nyomtávú ex HF KDL 11
- ÖBB 999 sorozat Zahnrad-Keskeny nyomtávú Schneebergbahn, ex SchBB bzw. EWA; BBÖ Zz, DRB 99.730
- ÖBB 999.1 Zahnrad-Keskeny nyomtávú Schafbergbahn BBÖ Z, DRB 99.730
- ÖBB 999.2 Zahnrad-Keskeny nyomtávú Schafbergbahn, Neubau 1996

## Schlepptender
- ÖBB Tenderreihe 9012 (régi neve SB 8, SB 9, BBÖ 12)
- ÖBB Tenderreihe 9036 (régi neve kkStB/BBÖ 36, zahlreiche Privatbahnen)
- ÖBB Tenderreihe 9047 (régi neve KFNB M, kkStB/BBÖ 47)
- ÖBB Tenderreihe 9049 (régi neve ÖNWB XVIIa,b, SNDVB XVIIc,d, kkStB/BBÖ 49)
- ÖBB Tenderreihe 9054 (régi neve ÖNWB XVIIc, kkStB/BBÖ 54)
- ÖBB Tenderreihe 9056 (régi neve kkStB 56)
- ÖBB Tenderreihe 9156 (régi neve kkStB 156)
- ÖBB Tenderreihe 9256 (ehelams kkStB 256)
- ÖBB Tenderreihe 9356 (régi neve SB 56a)
- ÖBB Tenderreihe 9456 (régi neve SB 56b)
- ÖBB Tenderreihe 9066 (régi neve kkStB 66, LCJE, BBÖ 66)
- ÖBB Tenderreihe 9076 (régi neve kkStB 76, KFNB, BBÖ 76)
- ÖBB Tenderreihe 9084 (régi neve BBÖ 84)
- ÖBB Tenderreihe 9085 (régi neve BBÖ 85)
- ÖBB Tenderreihe 9086 (régi neve kkStB/BBÖ 86)
- ÖBB Tenderreihe 9087 (régi neve SB 87)
- ÖBB Tenderreihe 9088 (régi neve kkStB/BBÖ 88)
- ÖBB Tenderreihe 9091 (régi neve DRB 2'2'T26)
- ÖBB Tenderreihe 9592 (régi neve DRB K4T30)
- ÖBB Tenderreihe 9593 (régi neve DRB K2'2'T30)
- ÖBB Tenderreihe 9793, Umbau aus 9593 in Kabinentender

## Villamos mozdonyok
- ÖBB 1010
- ÖBB 1110

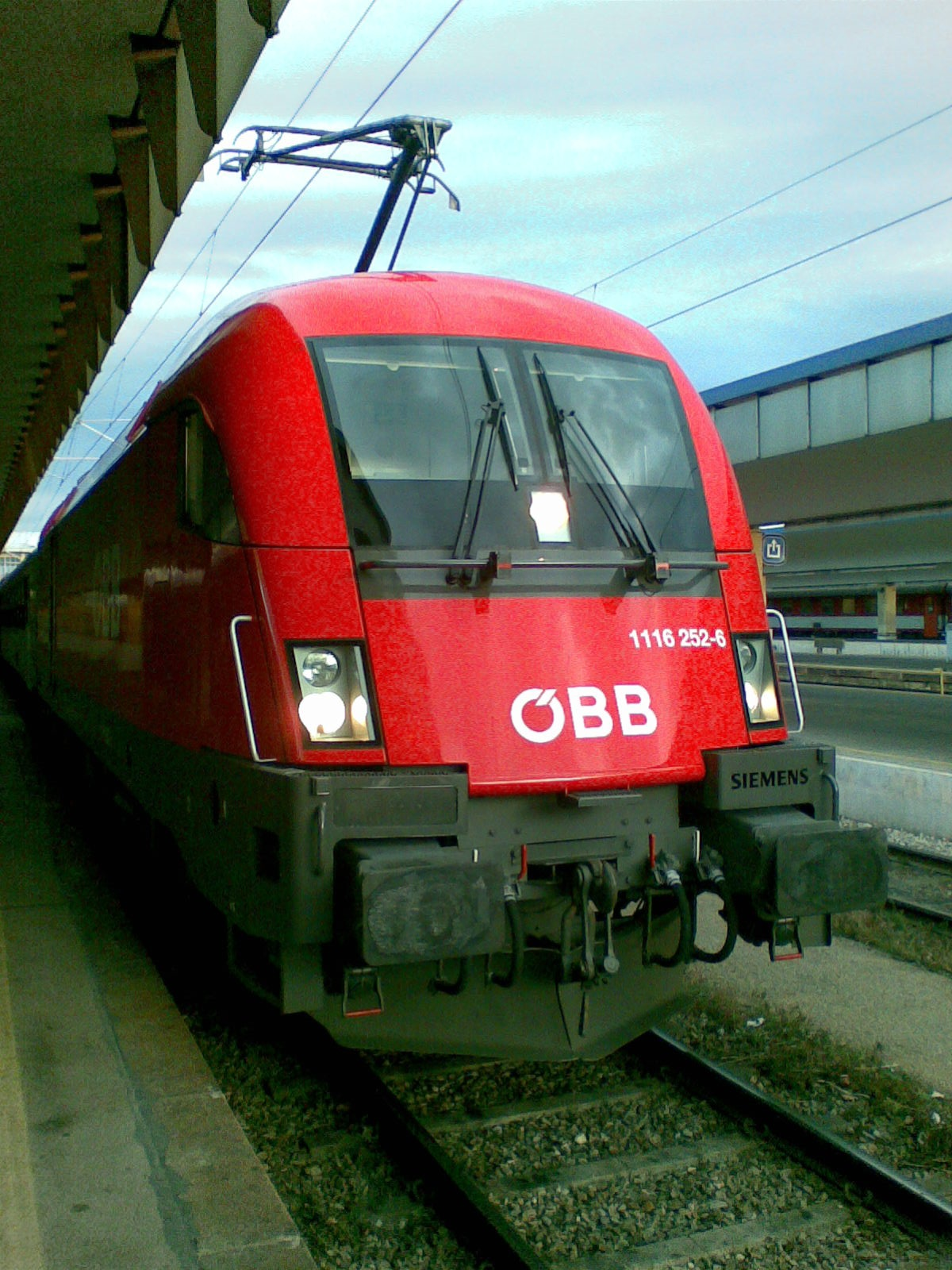
1116 Wien Westbf állomáson

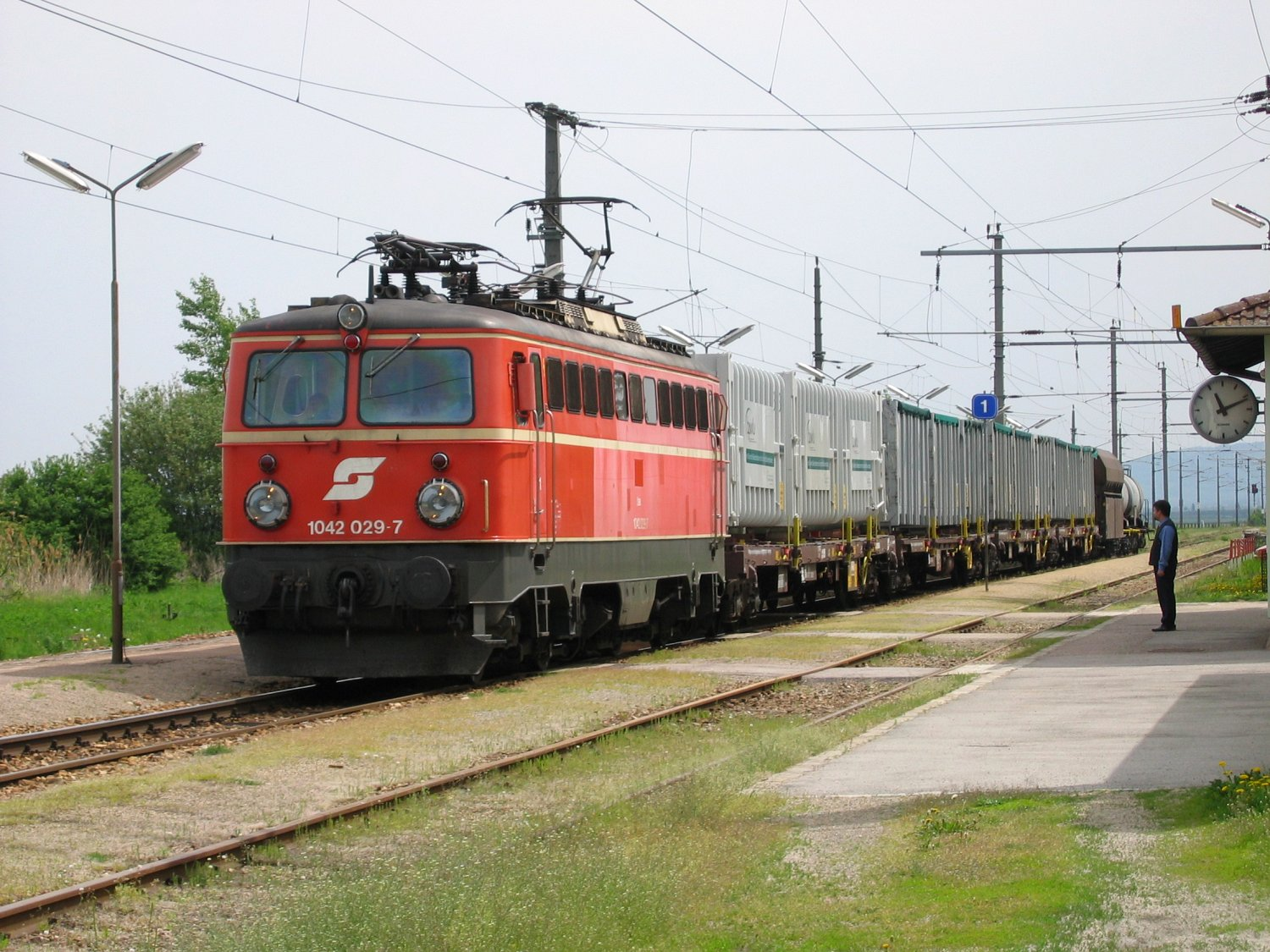
1042 egy tehervonattal

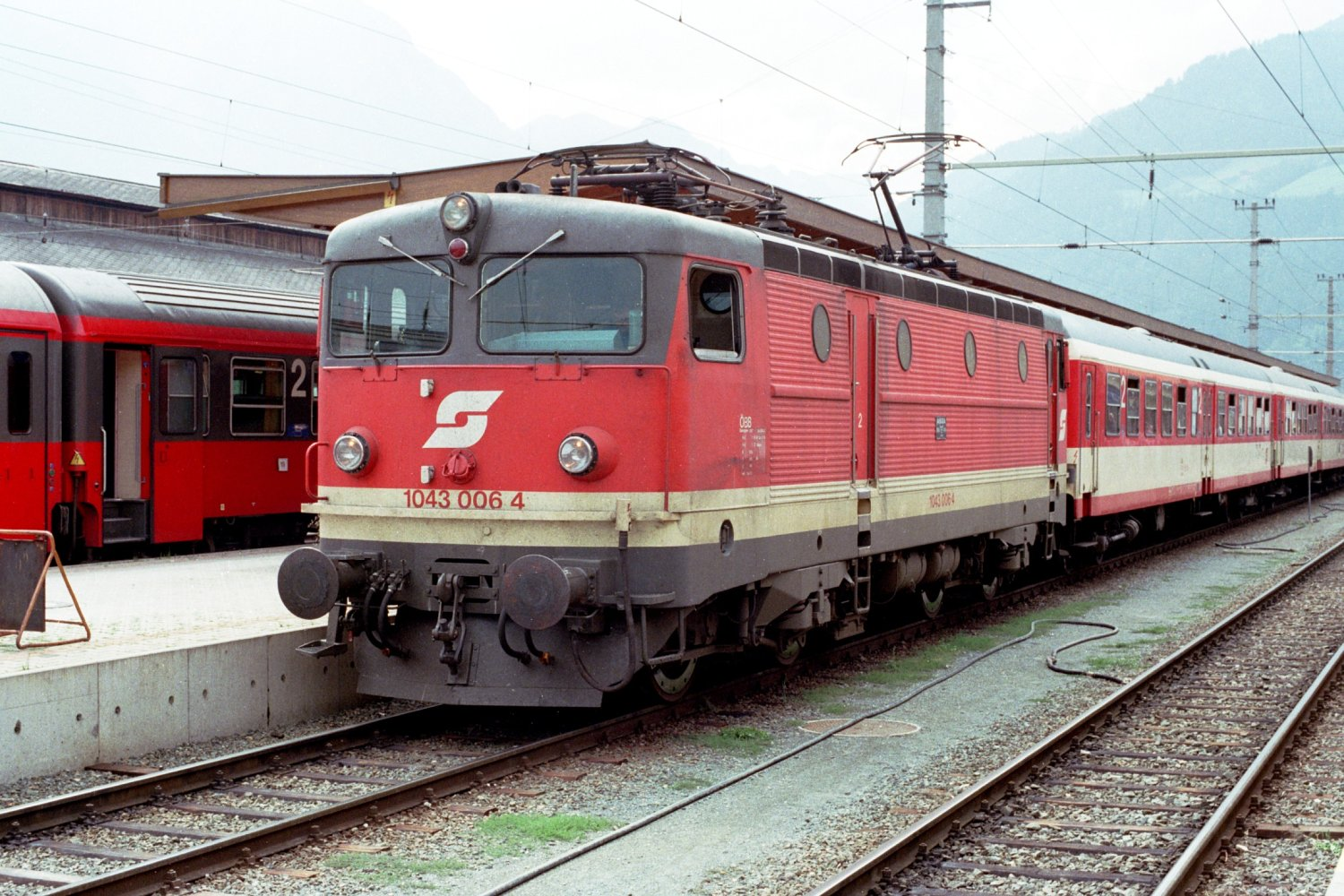
1043 Lienz állomáson

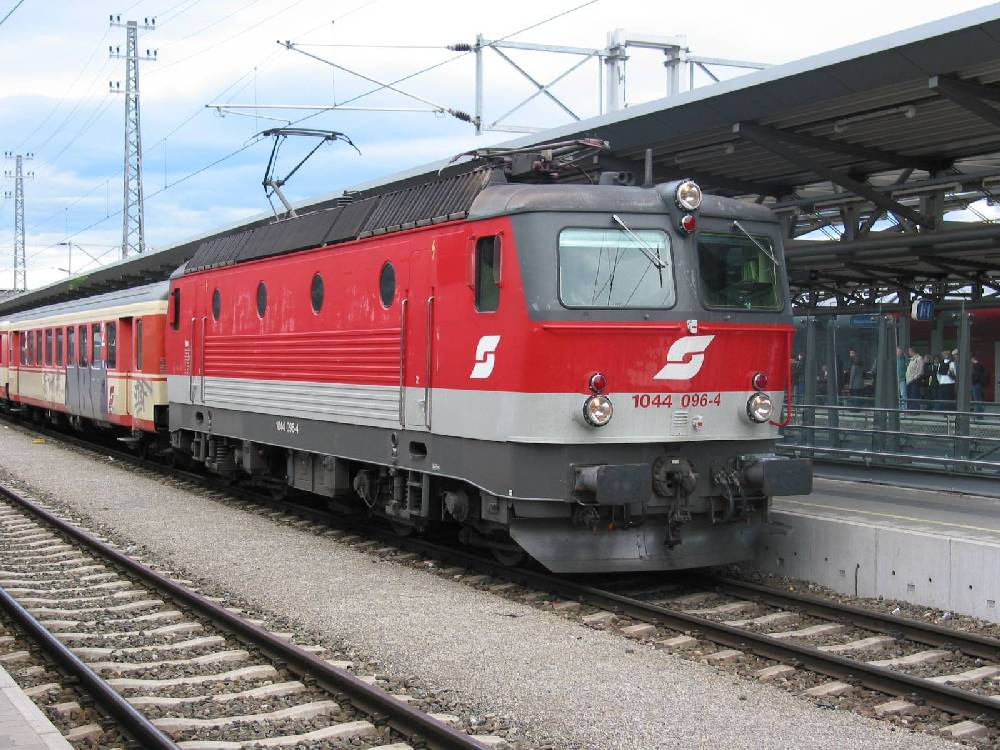
ÖBB 1044

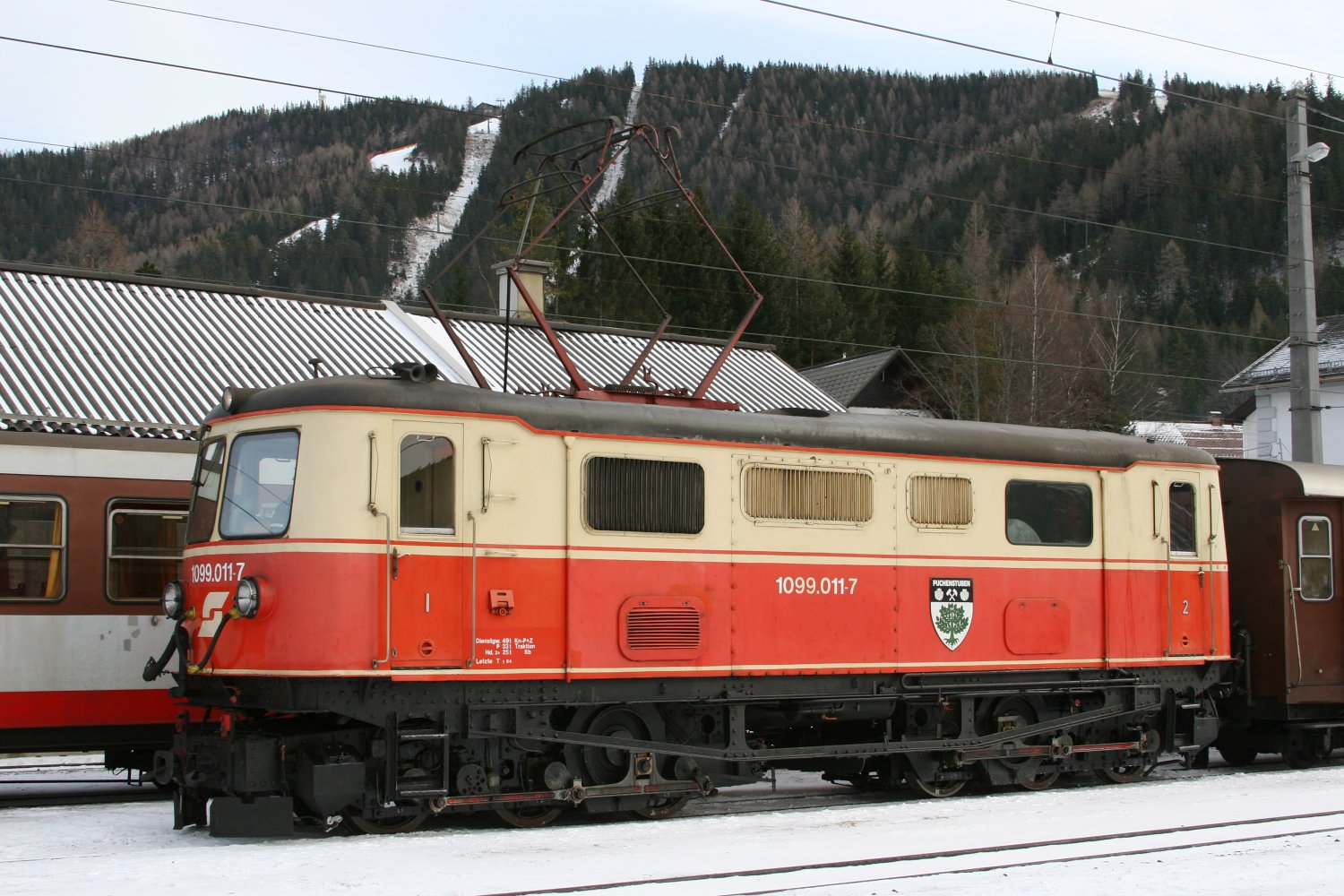
Mariazellerbahn-ÖBB 1099 sorozatú mozdony

- ÖBB 1110.500 (mit Widerstandsbremse)
- ÖBB 1012 eladva
- ÖBB 1018 (régi neve DRB E18.2; vorgesehen gewesen als BBÖ 1870)
- ÖBB 1018.101 (Zusammenbau aus einer bombenzerstörten E18 és einer E18.2)
- ÖBB 1118 (régi neve DRG E18)
- ÖBB 1020 (44 Stück régi neve DRB E94, 3 Stück Nachbau ÖBB 1020)
- ÖBB 1040 (geliefert als E45.3 és 1170.3)
- ÖBB 1041
- ÖBB 1141
- ÖBB 1042.5
- ÖBB 1043 a tízből kilenc darab eladva Svédországnak
- ÖBB 1045 (régi neve BBÖ 1170, DRB E45.0)
- ÖBB 1145 (régi neve BBÖ 1170.100, DRB E45.1)
- ÖBB 1245 (régi neve BBÖ 1170.201–208, DRB E45.201–208)
- ÖBB 1245.500 (régi neve BBÖ 1170.209–218, 229–233, DRB E45.209–218, 229–241)
- ÖBB 1245.600 (régi neve BBÖ 1170.219–228, DRB E45.219–228, später ÖBB 1245.519–528)
- ÖBB 1046 zunächst als 4061 in Betrieb
- ÖBB 1061 (régi neve BBÖ 1070, DRB E61.0)
- ÖBB 1161 (régi neve BBÖ 1070.100, DRB E61.1)
- ÖBB 1062
- ÖBB 1067
- ÖBB 1570 (régi neve BBÖ 1570, DRB E22.0)
- ÖBB 1670 (régi neve BBÖ 1670, DRB E22.1)
- ÖBB 1670.1 (régi neve BBÖ 1670.100, DRB E22.2)
- ÖBB 1072 (régi neve LWP Ewp 1–8, BBÖ 1005, DRB E72.0) Pressburger Bahn
- ÖBB 1073 (régi neve BBÖ 1029, DRB E33)
- ÖBB 1979 (régi neve „Wöllersdorf II“, BBÖ 1479.01, DRB E173.01) Pressburger Bahn
- ÖBB 1080 (régi neve BBÖ 1080, DRB E88.0)
- ÖBB 1180 (régi neve BBÖ 1080.100, DRB E88.1)
- ÖBB 1280 (régi neve BBÖ 1280, DRB E88.2)
- ÖBB 1985 (régi neve LWP Eg 1–8, BBÖ 1085, DRB E171) Pressburger Bahn
- ÖBB 1089 (régi neve BBÖ 1100, DRB E89.0) Krokodil
- ÖBB 1189 (régi neve BBÖ 1100.100, DRB E89.1) Krokodil
- ÖBB 1016 Taurus
- ÖBB 1042
- ÖBB 1142 entstanden in den 90er Jahren aus 1042.531 ff.
- ÖBB 1044
- ÖBB 1144 entstanden von 2002-2006 aus 1044.2
- ÖBB 1063 038-050
- ÖBB 1163
- ÖBB 1064
- ÖBB 1099 régi neve NÖLB és BBÖ E, DRB E99.0; keskeny nyomtáv (Mariazellerbahn)
- ÖBB 1979 Pressburger Bahn
- ÖBB 1085 Pressburger Bahn
- ÖBB 1114 sorozat in 1014 umgebaut
- ÖBB 1146 Umbau aus 1046
- ÖBB 1050
- ÖBB 1014
- ÖBB 1116 kétáramnemű Taurus
- ÖBB 1216 négyáramnemű Taurus
- ÖBB 1822 Brennerlok; 5 db, davon 2 nach eladva Lengyelországnak
- ÖBB 1063 001-037

## Dízelmozdonyok
- ÖBB 2016 Hercules
- ÖBB 2020
- ÖBB 2041
- ÖBB 2043
- ÖBB 2043.500
- ÖBB 2143
- ÖBB 2045

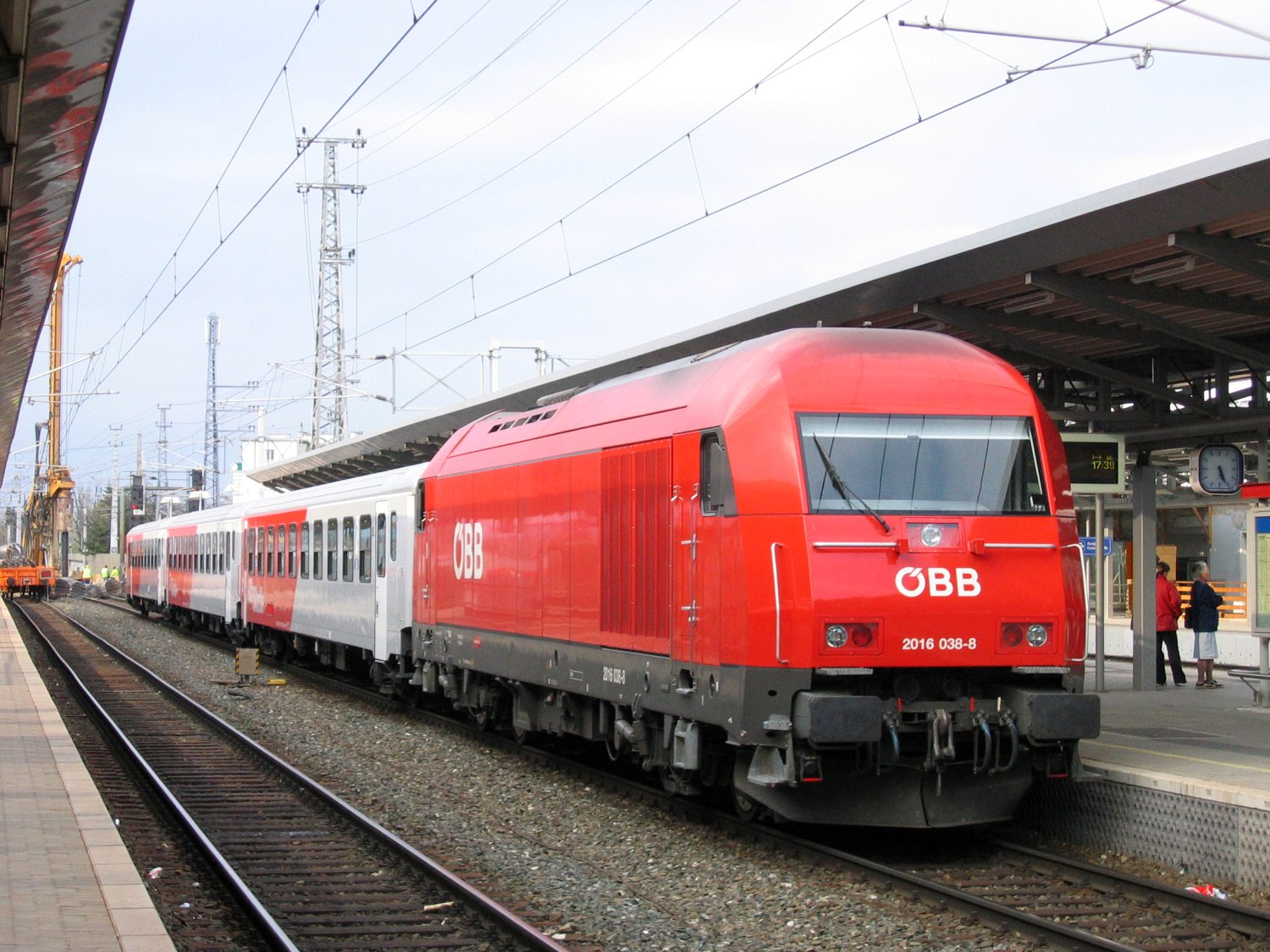
ÖBB 2016 egy ingavonattal

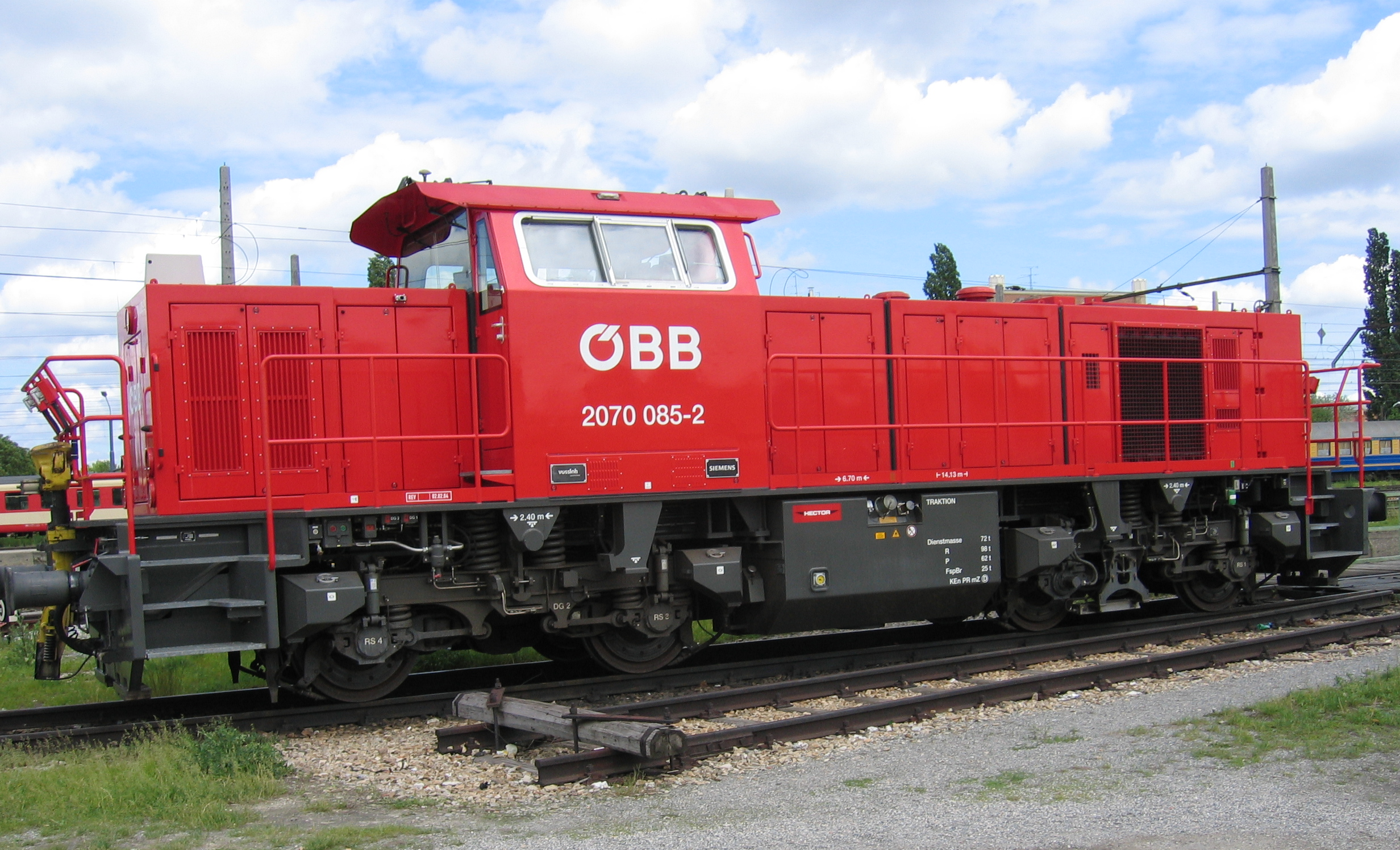
Abgestellte ÖBB 2070 („Hector“) Wien-Süd pályaudvaron

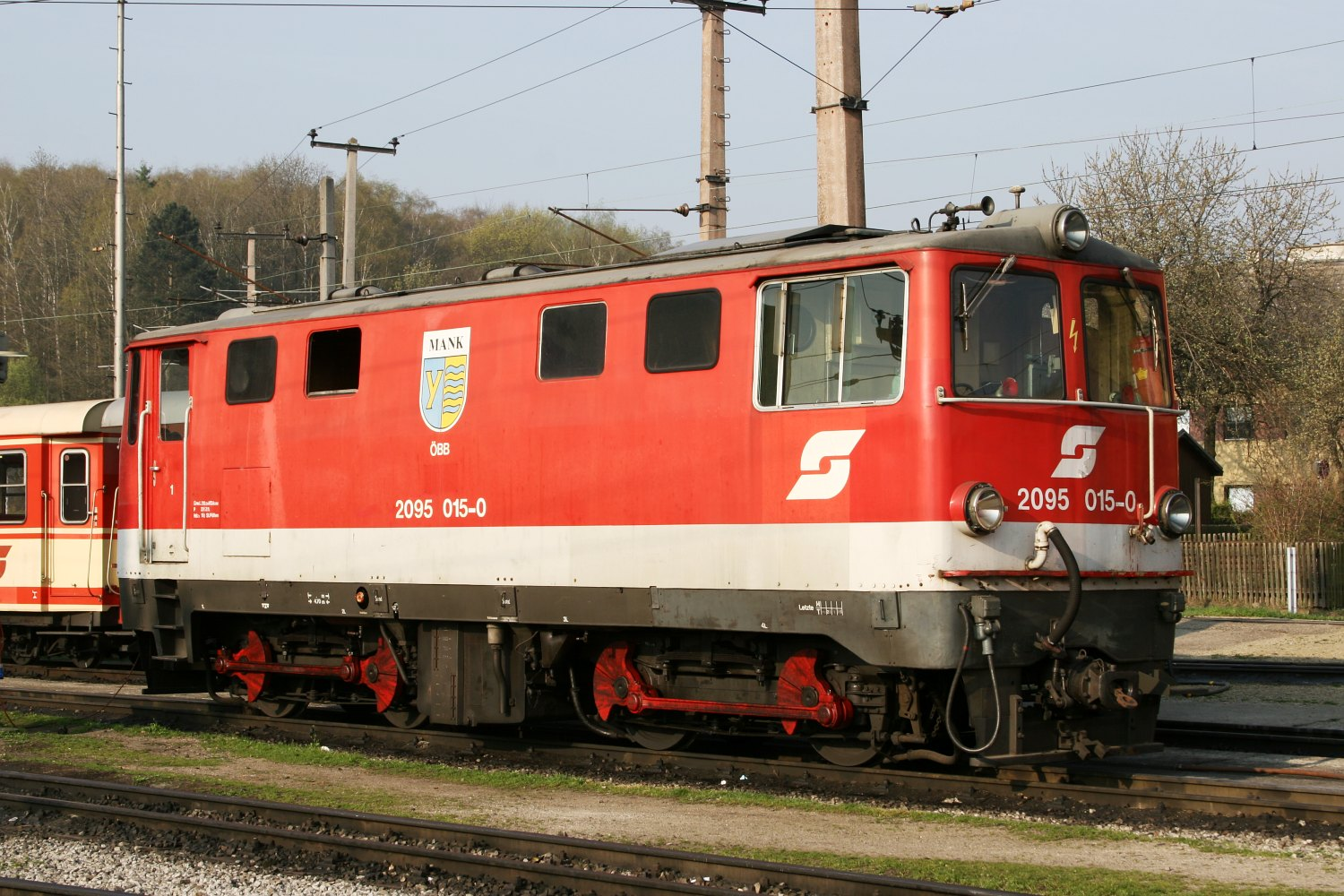
ÖBB 2095 St.Pölten pályaudvaron

- ÖBB 2048 (régi neve DB V100 bzw. 212)
- ÖBB 2050
- ÖBB 2060
- ÖBB 2061
- ÖBB 2062
- ÖBB 2064
- ÖBB 2065 (régi neve Deutsche Wehrmacht WR 360 C14)
- ÖBB 2066
- ÖBB 2166
- ÖBB 2067
- ÖBB 2167
- ÖBB 2068
- ÖBB 2070 Hector
- ÖBB 2080 Schneeschleuder
- ÖBB 2180 Schneeschleuder
- ÖBB 2085
- ÖBB 2090 Keskeny nyomtávú; (régi neve BBÖ 2021/s, DRB 12 901)
- ÖBB 2190 Keskeny nyomtávú; (régi neve BBÖ 2040/s, DRB 15 901–903)
- ÖBB 2091 Keskeny nyomtávú; (régi neve BBÖ 2041/s, DRB 137.332–343)
- ÖBB 2092 Keskeny nyomtávú; (régi neve Heeresfeldbahn HF 130 C [KML 3])
- ÖBB 2093 Keskeny nyomtávú; (régi neve BBÖ 2070/s, DRB 20 901)
- ÖBB 2095 Keskeny nyomtávú
- ÖBB 2096 Keskeny nyomtávú

## Gőzmotorkocsik
- ÖBB 3041 (régi neve EWA DT 101, BBÖ DT2.01, DRB C4idT)
- ÖBB 3071 (régi neve BBÖ DT1, DRB 71.5)

## Villamos motorkocsik
- ÖBB 4030
- ÖBB 4130

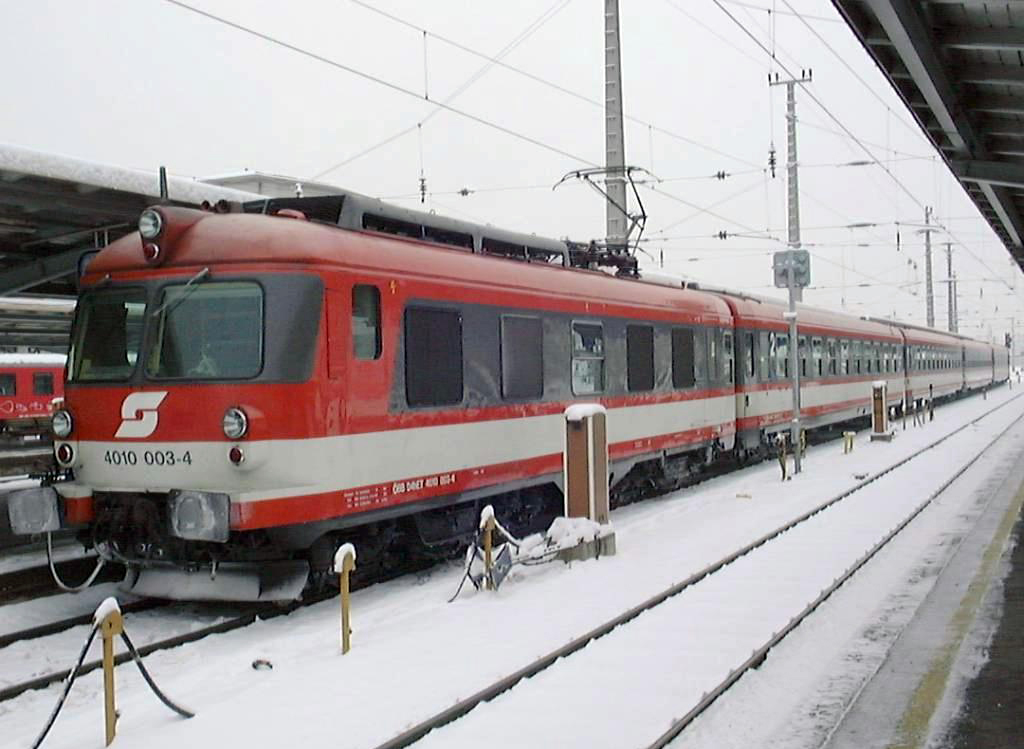
ÖBB 4010 (modernizált)

- ÖBB 4041 (régi neve BBÖ ET 10, DRB ET 83)
- ÖBB 4042 (régi neve BBÖ ET 11, DRB ET 42); eladva az StLB-nek (ET 11–12)
- ÖBB 4060 (régi neve BBÖ ET 30, DRB ET 94) 4060.02 eladva az MBS-nek
- ÖBB 4061 1976 in 1046 umgezeichnet
- ÖBB 4010
- ÖBB 4011 gebrauchte »ICE T« der DB
- ÖBB 4020
- ÖBB 4023 »Talent« háromrészes
- ÖBB 4024 »Talent« négyrészes
- ÖBB 4090 keskeny nyomtávr; Mariazellerbahn
- ÖBB 4924 Pressburger Bahn
- ÖBB 4124 »Talent« négyrészes, kétáramnemű
- ÖBB 4744 »Cityjet«
- ÖBB 4746 »Cityjet«
- ÖBB 4855 = 25.103–104 (Stern & Hafferl)

## Dízel motorkocsik

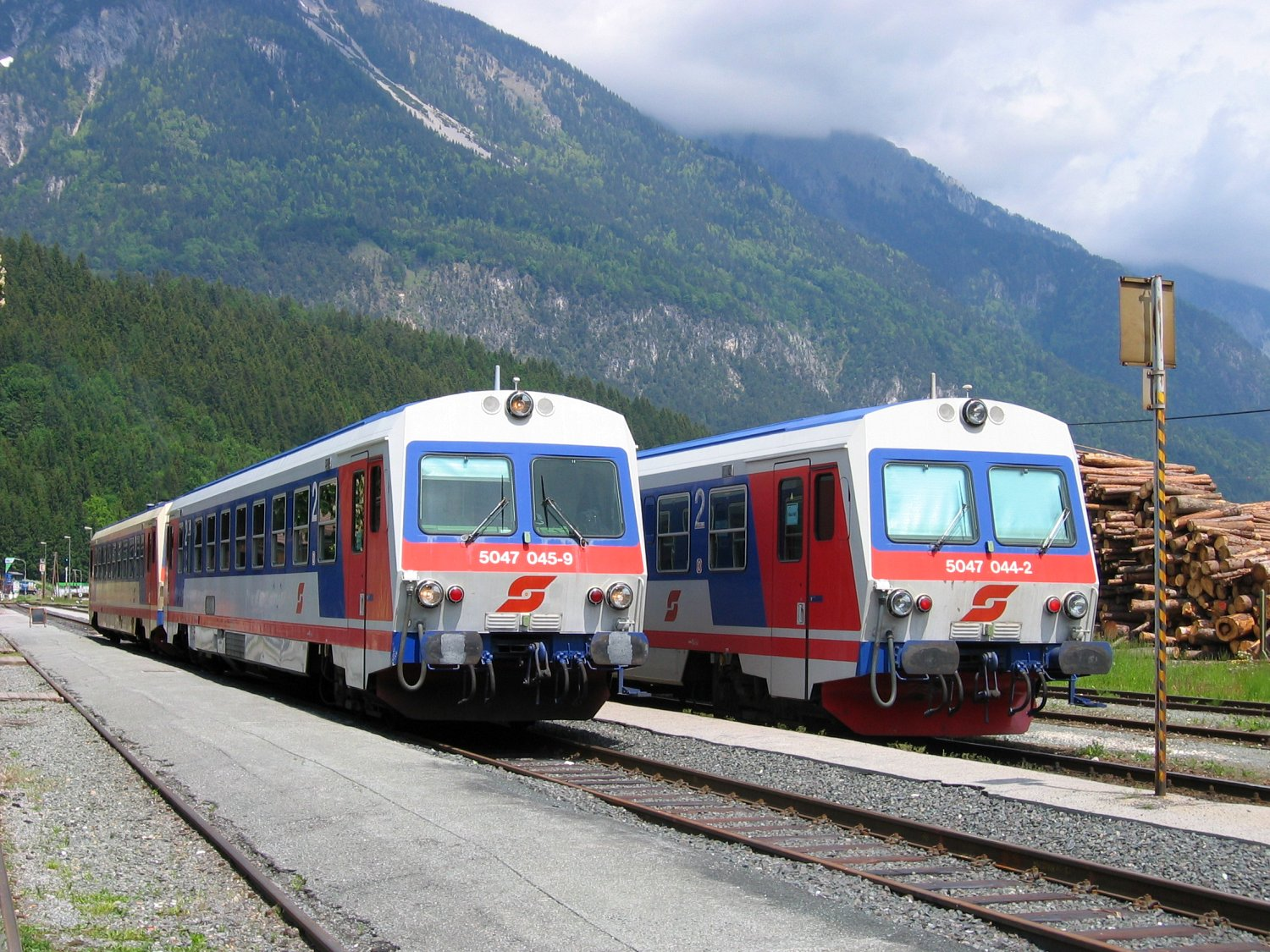
ÖBB 5047 Hermagor állomáson Karintiában

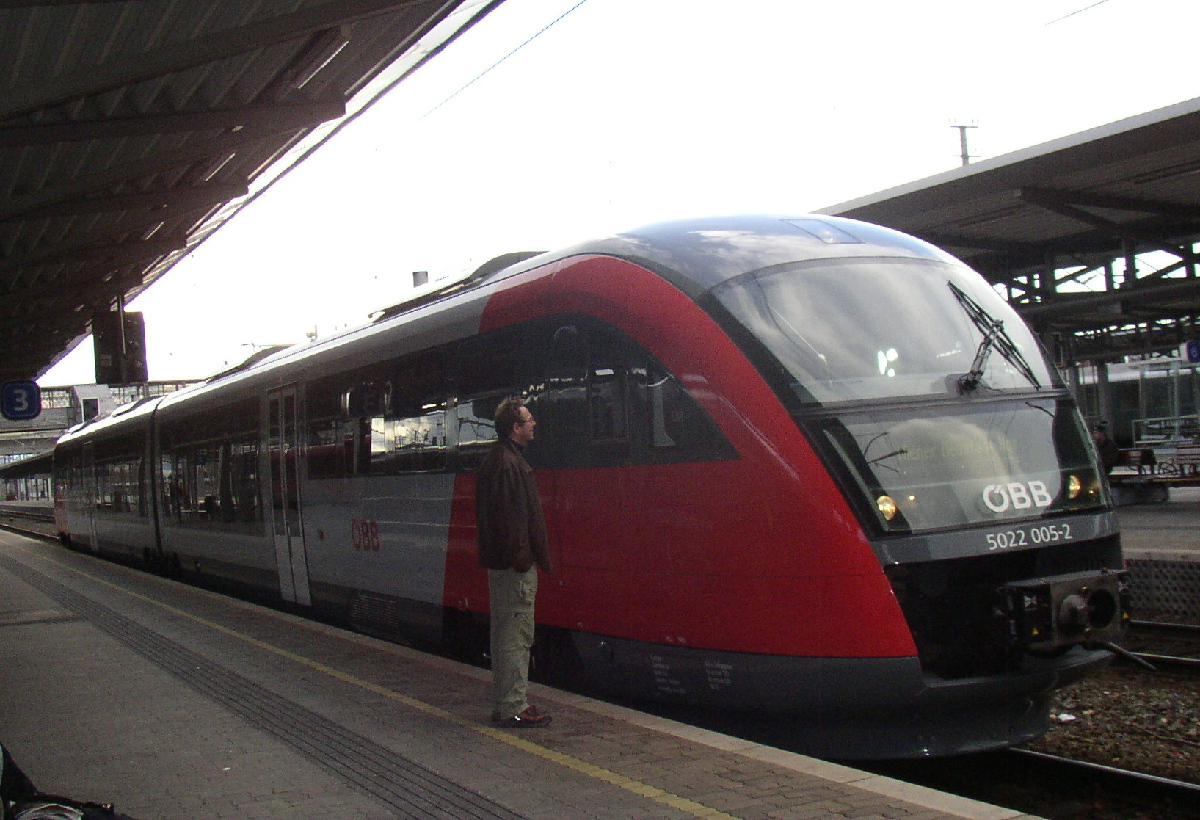
ÖBB 5022 Bécsújhely állomáson

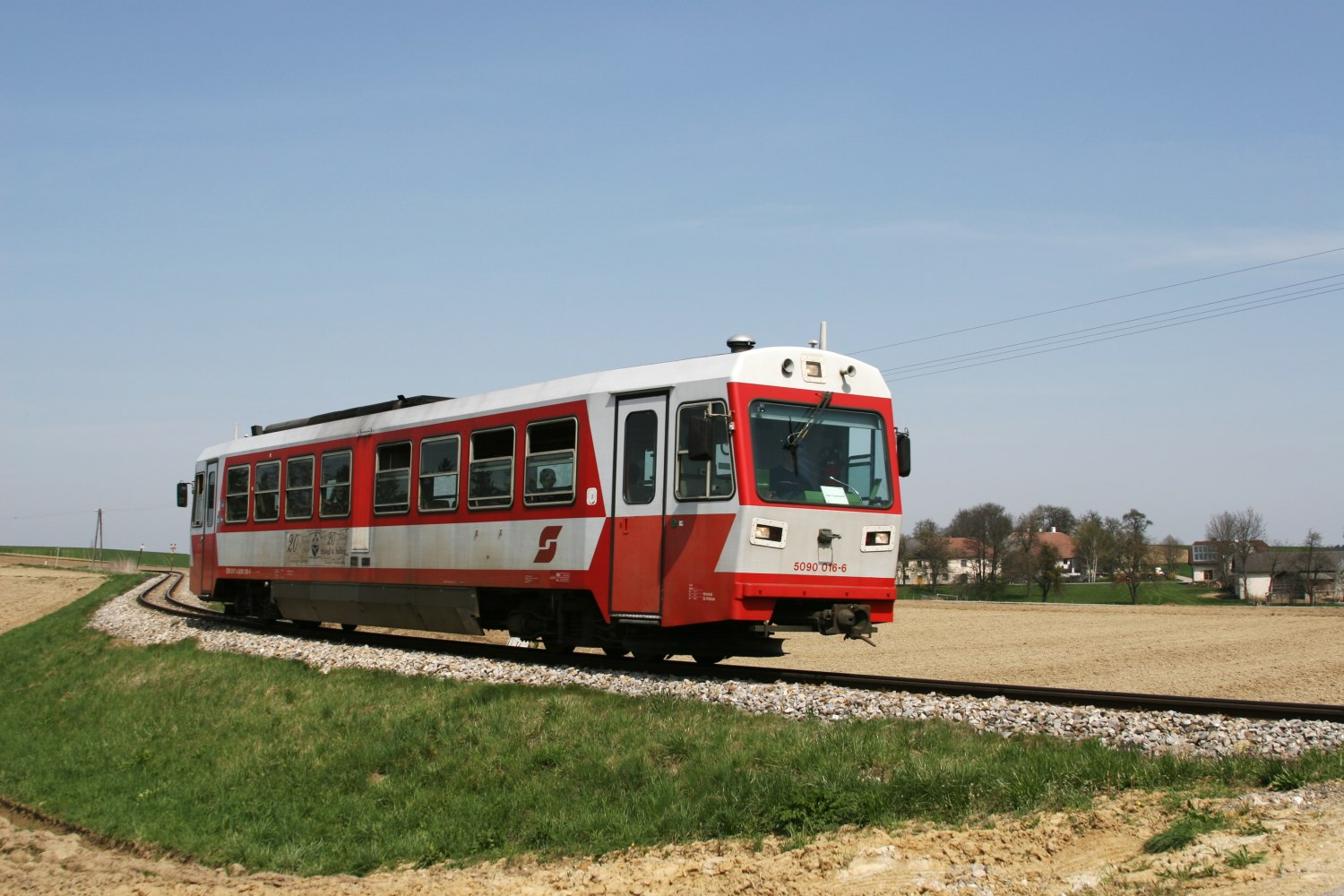
ÖBB 5090

- ÖBB 5029 (régi neve BBÖ VT11, DRB CivT 718–719)
- ÖBB 5041 (régi neve BBÖ VT41, DRB C4ivT 880–889)
- ÖBB 5042 (régi neve BBÖ VT42, DRB C4ivT 890–903)
- ÖBB 5043 (régi neve BBÖ VT43.01, DRB C3ivT 904)
- ÖBB 5044 (régi neve BBÖ VT44, DRB C4ivT 906-930)
- ÖBB 5144 (entstanden durch Einbau von Motor in Steuerwagen für VT44=5044)
- ÖBB 5045 »Blauer Blitz«, később átépítve 5145 sorozattá
- ÖBB 5145 »Blauer Blitz«
- ÖBB 5046
- ÖBB 5146
- ÖBB 5070 (régi neve BBÖ VT70, DRB PwivT 823–832)
- ÖBB 5080
- ÖBB 5081
- ÖBB 5099 eladva
- ÖBB 5022 (Siemens Desiro)
- ÖBB 5047 egyrészes
- ÖBB 5147 kétrészes
- ÖBB 5090 keskeny nyomtáv

## Karbantartó járművek
- ÖBB X510
- ÖBB X512
- ÖBB X531
- ÖBB X532
- ÖBB X533
- ÖBB X614 Bahnmeisterdraisine
- ÖBB X614.9/s Schmalspur Bahnmeisterdraisine
- ÖBB X713 Kleindraisine
- ÖBB X401 Tunneluntersuchungswagen
- ÖBB X432 Prüftriebwagen
- ÖBB X521 MTW – Felsővezeték-szerelő toronnyal
- ÖBB X532S MTW – Felsővezeték-szerelő toronnyal
- ÖBB X534 MTW – Felsővezeték-szerelő toronnyal
- ÖBB X535 MTW – Felsővezeték-szerelő toronnyal
- ÖBB X551 MTW – Felsővezeték-szerelő toronnyal
- ÖBB X552 MTW – Felsővezeték-szerelő toronnyal
- ÖBB X552.1 MTW – Felsővezeték-szerelő toronnyal
- ÖBB X554.3 MTW – Felsővezeték-szerelő toronnyal
- ÖBB X556.1 MTW – Felsővezeték-szerelő toronnyal
- ÖBB X432
- ÖBB X625 Bahnmeisterdraisine
- ÖBB X626 Bahnmeisterdraisine
- ÖBB X627 OBW – Oberbaumotorwagen
- ÖBB X627.7 OBW – Oberbaumotorwagen
- ÖBB X627.8
- ÖBB X627.95 OBW – Oberbaumotorwagen
- ÖBB X628 OBW – Oberbaumotorwagen
- ÖBB X629 OBW – Oberbaumotorwagen
- ÖBB X629.9 OBW – Oberbaumotorwagen
- ÖBB X630
- ÖBB X651
- ÖBB X880
- ÖBB 8081 in 8081 umgezeichnete 5081, zumeist für Schulungsfahrten im Einsatz